# Феддерсен, Якоб Фридрих
Якоб Фридрих Феддерсен (нем. Jakob Friedrich Feddersen; 31 июля 1736, Шлезвиг, Шлезвиг-Гольштейн — 31 декабря 1788, Альтона) — датско-немецкий протестантский священник, писатель

.

## Биография
Родился в купеческой семье. С 1755 по 1758 год изучал теологию в Йенском университете. После завершения учёбы вернулся в Шлезвиг и два года работал частным репетитором. 
В 1760 году герцог Фридрих Кристиан I назначил его своим кабинет-секретарём и придворным капелланом. В 1763 году князь Ангальт-Бернбурга Фридрих Альбрехт назначил Феддерсена придворным капелланом своей жены Луизы Шлезвиг-Гольштейн-Зондербург-Плёнской, дочери герцога Фридриха Карла.
Служил пастором в Балленштедте, Бернбурге и Харцгероде в Саксонии.Проповедовал в Магдебурге и Брауншвейгскос соборе.
Кроме сборников проповедей, опубликовал ряд книг религиозного содержания, в том числе для детей. Некоторые его книги вышли в России.

## Избранные публикации
- Der Lebenswandel Jesu Christi ist das beste Muster der Sittenlehre. Flensburg 1762.
- Trauerrede über Louise Sophie, Herzogin zu Schleswig-Holstein & Augustenburg den 31. October 1765. Flensburg, 1765.
- Vermischte Betrachtungen über die Würden und Glückseeligkeiten des Christen. Flensburg, 1766.
- Lieder und Gesänge zum Gebrauch für die Leidende und Sterbende. Leipzig 1772.
- Gesellschaftliche Bemühungen, der Welt die christliche Religion anzupreisen. Göttingen Gotha Dieterich 1772—1773.
- Das Leben Jesu für Kinder. Halle 1775. Digitalisat
- Das Leben Jesu für Kinder eine Fortsetzung der Gebete und Lieder für Kinder. Halle an der Saale, Hemmerde 1775.
- Unterhaltungen mit Gott bey besonderen Fällen und Zeiten. Trampe Universitäts- und Landesbibliothek Sachsen-Anhalt 1777.
- Das Leben Jesu für Kinder. Hemmerde Universitäts- und Landesbibliothek Sachsen-Anhalt 1778.
- Betrachtungen und Gebete, über das wahre Christenthum Darinn des sel. Joh. Arnds Bücher vom wahren Christenthum, zum Grunde gelegt, geändert, neu umgearbeitet, und mit Zusätzen vermehrt sind. Frankfurt, Brönner 1778.
- Lehrreiche Erzählungen aus der biblischen Geschichte für Kinder. Frankfurt & Leipzig 1778.
- Sittensprüche des Buchs Jesus Sirach: für Kinder und junge Leute aus allen Ständen. Nürnberg: Weigel u. Schneider, 1780.